# SOCIB
Die SOCIB ist ein spanischer Forschungskatamaran.

## Geschichte
Das Schiff wurde auf der Werft Rodman Polyships in Moaña gebaut; es wurde im Juni 2011 für 3,5 Mio. Euro bestellt. Der Bau wurde durch Mittel aus dem Europäischen Fonds für regionale Entwicklung unterstützt. Die Fertigstellung erfolgte im Juli 2012. Der Entwurf basiert auf dem Forschungskatamaran Manta der US-amerikanischen National Oceanic and Atmospheric Administration.
Das Schiff wird in erster Linie vom Sistema d’observació i predicció costaner de les Illes Balears (SOCIB) – nach dem es auch benannt ist – für interdisziplinäre Forschung in den Gewässern um die Balearischen Inseln und den spanischen Küstengewässern genutzt. Es kann auch von Forschungsinstituten und Unternehmen gechartert werden.

## Technische Daten und Ausstattung
Das Schiff wird von zwei MTU-Dieselmotoren (Typ: 12V2000M84) mit jeweils 1620 PS Leistung angetrieben. Die Motoren wirken jeweils auf einen Propeller. Die Motoren sind in jeweils einem Maschinenraum im hinteren Teil der beiden Rümpfe untergebracht. In beiden Rümpfen ist jeweils ein Bugstrahlruder eingebaut. Für die Stromversorgung stehen zwei Dieselgeneratoren zur Verfügung, von denen jeweils einer in den Maschinenräumen in den Rümpfen installiert ist.
Das Schiff wird von bis zu neun Besatzungsmitgliedern gefahren. An Bord ist Platz für sieben Wissenschaftler. Für Besatzung und Wissenschaftler stehen zwei Einzelkabinen, drei Doppelkabinen und zwei Kabinen für vier Personen zur Verfügung. Die Vierbettkabinen sind im vorderen Bereich der beiden Rümpfe untergebracht, die Einzel- und Doppelkabinen im vorderen Bereich auf dem Hauptdeck. Dahinter befinden sich die Kombüse und ein Bereich, der als Messe oder Aufenthaltsraum genutzt werden kann, sowie zwei Laborräume, ein Trocken- und ein Nasslabor. Im hinteren Bereich des Schiffes befindet sich ein offenes Arbeitsdeck. Oberhalb des Hauptdecks befindet sich ein weiteres Deck mit dem Steuerhaus.
Das Arbeitsdeck ist 60 m² groß. Auf ihm können zwei 10- oder ein 20-Fuß-Container mitgeführt werden. Das Schiff ist mit mehreren Hebewerkzeugen ausgerüstet. Darunter befinden sich ein Heckgalgen und ein auf der Steuerbordseite im hinteren Bereich des Oberdecks installierter, klappbarer Ausleger. Weiterhin ist das Schiff mit zwei Hydraulikkranen ausgerüstet, mit denen Lasten bewegt, aber auch Forschungsgerät oder das mitgeführte Schlauchboot ausgesetzt oder eingeholt werden kann. Zum Schleppen von Forschungsgerät ist das Schiff mit zwei Winden ausgerüstet. Am Heck befinden sich zwei Plattformen. Sie dienen als Taucherplattform oder können für das Besetzen des Schlauchboots oder die Übernahme von Materialien genutzt werden.
Das Schiff ist mit einem Echolot und verschiedenen Forschungsgeräten ausgerüstet.
Das Schiff kann bis zu sieben Tage auf See bleiben und dabei im Schnitt 500 Seemeilen zurücklegen.